# Dorota Kobiela
Dorota Kobiela (ó DK Welchman) (nacida en 1978) es una cineasta, guionista y productora polaca. Es conocida por codirigir su primer largometraje animado completamente pintado Loving Vincent (2017) con Hugh Welchman.

## Carrera
Kobiela concibió Loving Vincent como un cortometraje de 7 minutos en 2008, Loving Vincent fue idealizado por Kobiela, pintora ella misma, tras estudiar las técnicas y la historia del artista a través de sus cartas.

## Filmografía

### Largometrajes
- Loving Vincent (2017) (codirigido junto a Hugh Welchman)
- Los campesinos (2023) (codirigido junto a Hugh Welchman)

## Premios y distinciones
Óscar
| Año  | Categoría                   | Película       | Resultado |
| ---- | --------------------------- | -------------- | --------- |
| 2018 | Mejor película de animación | Loving Vincent | Nominada  |